# Sandefjord BK
Sandefjord BK , är en fotbollsklubb i Sandefjord, Norge, bildad 27 februari 1917. Laget spelar sina hemmamatcher på Storstadion och håller till i Bugården i Sandefjord. Klubben har spelat flera säsonger i Norges högsta division. Man har publikrekord i Sandefjord på 14 076, noterat i kvartsfinalen av norska cupmästerskapet 1959 mot Larvik Turn på Gamle Stadion. Klubben räknas till de klassiska i norsk fotboll, och deltog i Hovedserien från början.
Klubben bedrev tidigare även bandy, backhoppning och ishockey.

## Film
- Sandefjord Ballklubb sesongen 1989

Idé/upplägg: Roar Kjølstad och Per Øien. Intervjuer: Rune Brynhildsen

### Fotnoter
1. ↑  Ole Petter Pedersen ochg Jan Holm. ”Sandefjord Ballklubb” (på norska). Store norske leksikon. https://snl.no/Sandefjord_Ballklubb. Läst 29 september 2017.